# كريس فرانتز
كريس فرانتز (بالإنجليزية: Chris Frantz)‏ هو طبال أمريكي، ولد في 8 مايو 1951 في فورت كامبل في الولايات المتحدة.

## وصلات خارجية
- كريس فرانتز على موقع IMDb (الإنجليزية)
- كريس فرانتز على موقع ميوزك برينز (الإنجليزية)
- كريس فرانتز على موقع إن إن دي بي (الإنجليزية)
- كريس فرانتز على موقع أول ميوزيك (الإنجليزية)
- كريس فرانتز على موقع ديسكوغز (الإنجليزية)
- كريس فرانتز على موقع قاعدة بيانات الفيلم (الإنجليزية)